# Orthe (Fluss)
Die Orthe ist ein Fluss in Frankreich, der in der Region Pays de la Loire verläuft. Sie entspringt im Gemeindegebiet von Izé, entwässert generell in nordöstlicher Richtung durch ein dünn besiedeltes Gebiet, durchquert einen Ausläufer des Regionalen Naturparks Normandie-Maine und mündet nach rund 35 Kilometern im Gemeindegebiet von Douillet als rechter Nebenfluss in die Sarthe. 
Auf ihrem Weg passiert die Orthe die Départements Mayenne und Sarthe.

## Orte am Fluss
(in Fließreihenfolge)
- Saint-Pierre-sur-Orthe
- Douillet